# Wesselényi Zsuzsanna
Losonczi báró Bánffy Györgyné, báró Wesselényi Zsuzsanna (Zsibó, 1744 – Kolozsvár, 1800. december 29.) magyar történelmi személyiség, emlékíró, műfordító.

## Élete
Apja báró Wesselényi István, anyja báró Daniel Polixénia. Férje mint ezredes és Kraszna-megyei főispánhelyettes halt meg 1805-ben. Bátyját, Wesselényi Miklós bárót Haller Jánossal vívott „szimbolikus háborújáért” elfogták (egyszer Haller kastélyát elfoglalta és embereit letartóztatta) és perbe fogták, majd elítélték és Kufsteinba vitték. Kiszabadításán sokat fáradoztak, de nem sikerült. Végül Zsuzsanna, ekkor már báró Bánffy Györgyné, elhatározta, hogy személyesen fog Bécsbe menni és kegyelmet kérni testvére részére. Útjáról naplót írt, amelyet az Országos Széchényi Könyvtár őriz. A napló az 1786. május 1. és július 14. közötti, 1791. május 1-jei és 1799. március 27. és április 18. közötti időszakot, valamint a fiának szóló oktatást foglalja magában.
Papp Miklós megjelentette a naplót a Történeti Lapokban (I. 1875. 46–50. sz.); B. Bánffy Györgyné, b. Wesselényi Zsuzsánna naplója címmel.
A Gályarab vagy Jutalma a fiúi szeretetnek ötfelvonásos érzékenyjátékot (ismeretlen szerző műve) az ő fordításában mutatta be a kolozsvári színtársulat 1793. február 4-én.

## Családja
Férje Bánffy György (1739–1805) Kraszna és Doboka vármegye főispánja volt. Hat gyermekük született, köztük Bánffy György, Zaránd vármegye főispánja.